# Cuautla, Jalisco
Cuautla là một đô thị thuộc bang Jalisco, México. Năm 2005, dân số của đô thị này là 2024 người.